# Epictia clinorostris
Epictia clinorostris là một loài rắn trong họ Leptotyphlopidae. Loài này được Arredondo & Zaher mô tả khoa học đầu tiên năm 2010.